# ناتالي هيرست
ناتالي هيرست (بالإنجليزية: Natalie Hurst)‏ (8 أبريل 1983 بكانبرا في أستراليا - ) هي لاعبة كرة سلة أسترالية في مركز الهجوم خلفي. لعبت مع University of Canberra Capitals ‏.

## وصلات خارجية
- ناتالي هيرست على موقع الاتحاد الدولي لكرة السلة (الإنجليزية)
- ناتالي هيرست على موقع كرة السلة الأوروبية.كوم (الإنجليزية)
- ناتالي هيرست على موقع بروبوليرز (الإنجليزية)